# 0975
0975 è il prefisso telefonico del distretto di Sala Consilina, appartenente al compartimento di Potenza.
Il distretto comprende la parte sud-orientale della provincia di Salerno e alcuni comuni della provincia di Potenza. Confina con i distretti di Potenza (0971) a nord-est, di Lagonegro (0973) a sud-est, di Vallo della Lucania (0974) a sud-ovest e di Battipaglia (0828) a nord-ovest.

## Aree locali e comuni
Il distretto di Sala Consilina comprende 30 comuni inclusi nelle 3 aree locali di Polla (ex settori di Brienza, Marsico Nuovo e Polla), Sala Consilina e Viggiano (ex settori di Buonabitacolo, Montesano sulla Marcellana e Viggiano). I comuni compresi nel distretto sono: Atena Lucana, Auletta, Brienza (PZ), Buonabitacolo, Caggiano, Casalbuono, Grumento Nova (PZ), Marsico Nuovo (PZ), Marsicovetere (PZ), Moliterno (PZ), Monte San Giacomo, Montesano sulla Marcellana, Padula, Paterno (PZ), Pertosa, Polla, Sala Consilina, Salvitelle, San Pietro al Tanagro, San Rufo, Sant'Angelo Le Fratte (PZ), Sant'Arsenio, Sanza, Sarconi (PZ), Sassano, Sasso di Castalda (PZ), Satriano di Lucania (PZ), Teggiano, Tramutola (PZ) e Viggiano (PZ).